# Tetra martini
Tetra martini är en spindeldjursart som beskrevs av David C.M. Manson 1984. Tetra martini ingår i släktet Tetra och familjen Eriophyidae. Inga underarter finns listade i Catalogue of Life.